# Сергианство

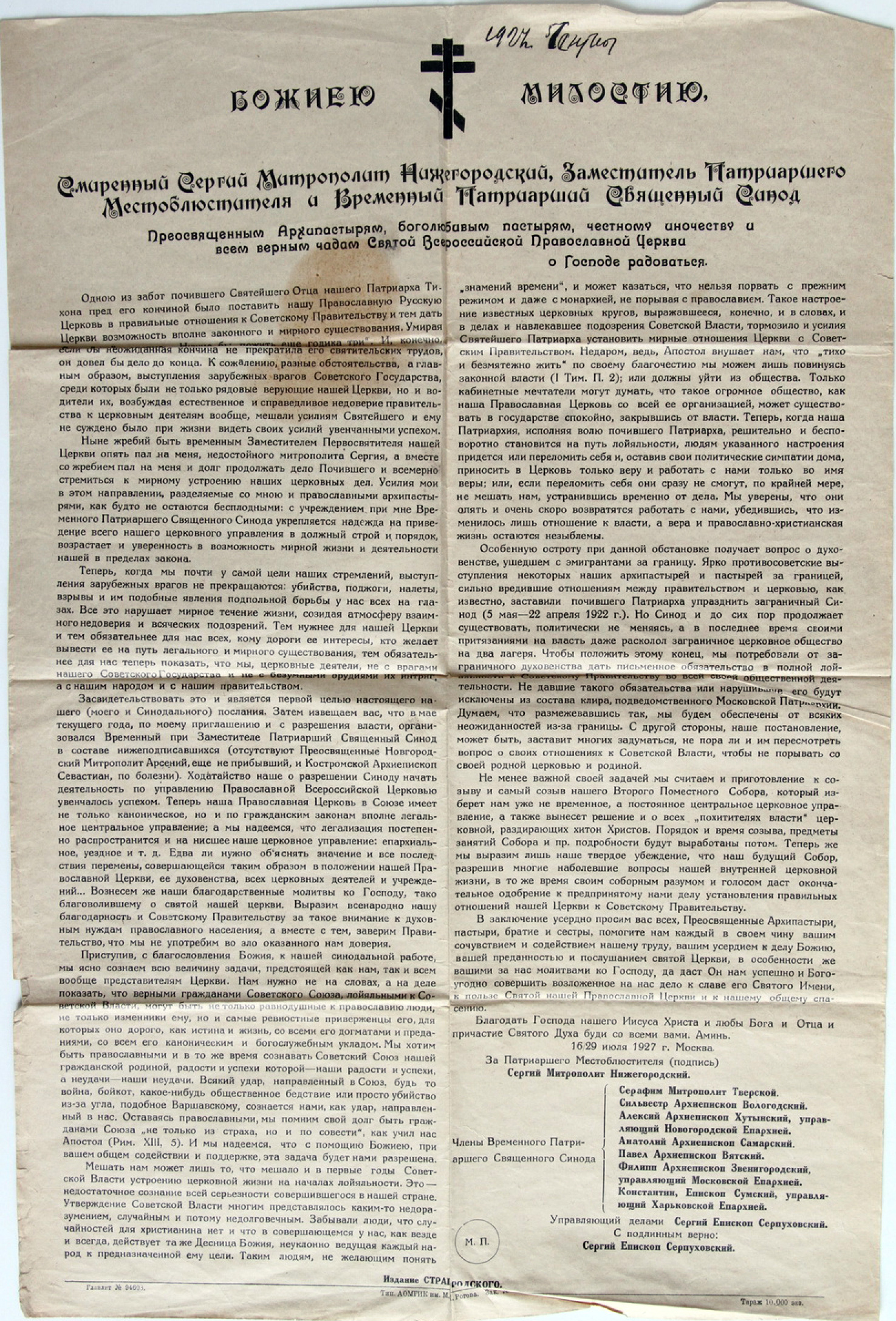
Листовка с тестом «Декларации»

«Сергиа́нство» — церковно-исторический и публицистический термин, под которым чаще всего понимается политика безусловной лояльности руководства Московского Патриархата в отношении советской власти и подчинённого сотрудничества с ней. Начало этой политики обычно связывают с «Посланием» («Декларацией») от 29 июля 1927 года, изданным Заместителем Местоблюстителя патриаршего престола митрополитом Сергием (Страгородским) и членами Временного патриаршего священного синода. Принципы данной «Декларации» легли в основу отношения Московской патриархии к советской власти в последующий период.
Термин возник в конце 1920-х годов в среде противников политики митрополита Сергия, живших в СССР. Был популяризирован и развит в Русской православной церкви заграницей. Кроме того, использовался в СССР рядом религиозных диссидентов, не порвавших связей с Русской православной церковью. В настоящее время используется преимущественно «истинно-православными» юрисдикциями, оппозиционно настроенными к Русской православной церкви.
Несмотря на широкое распространение термина, единого, общепринятого определения «сергианства» нет: разные церковные деятели и публицисты понимают его несколько различно в деталях, трактуя то уже, то шире. Протоиерей Пётр Перекрёстов в 2006 году отмечал, что «в течение 75 лет Русская Зарубежная Церковь соборно не определяла, что такое „сергианство“. Были определения отдельных лиц, часто очень расходящиеся друг с другом, но соборного, общепринятого определения не было». По оценке протодиакона Владимира Русака, «„Сергианство“, строго говоря, — вообще термин новорождённый и как с исторической, так и <…> с канонической точки зрения не поддаётся никакому удобовоспринимаемому определению. Это скорее психологический термин, которым пользоваться в основополагающих документах нет смысла». Священник Аркадий Маковецкий также отмечал: «призыв „покаяться в сергианстве“ носит абстрактный характер по причине того, что чётко сформулированного понятия „сергианство“ не существует. Каждый автор вкладывал в этот термин свои субъективные представления о степени допустимости взаимодействия с властью атеистического государства».

## Реакция и следствия
Обновленческий Синод Православной Российской Церкви расценил Декларацию как свою «идеологическую победу на фронте общественно-церковных отношений, как они понимались нами и тихоновцами»: «Воззвание свидетельствует о полном признании главой „Сергиевщины“ Положений Собора 1923 года, декларировавших нормальное отношение церкви к советской государственности и совершившейся социальной революции».
Послание вызвало бурную реакцию в церковной среде как в СССР, так и за границей. Десятки епископов и значительная часть духовенства и мирян в России не приняли Декларацию. Некоторые епархии в ответ издали так наз. отложения.

Об отношении к декларации Патриаршего местоблюстителя митрополита Петра Крутицкого историк А. Мазырин пишет следующее:
Митрополит Петр, находясь в приполярной глуши, не сразу смог получить достаточную информацию, чтобы определить свое отношение к новой политике своего заместителя. Лишь в 1929 г., благодаря самоотверженности епископа Дамаскина (Цедрика) и его помощников, доставивших в Хэ необходимые документы, Местоблюститель обрел возможность вполне сформулировать свою позицию. Сделал он это в письме митрополиту Сергию в декабре 1929 г. «Мне тяжело перечислять, — писал Местоблюститель заместителю, — все подробности отрицательного отношения к Вашему управлению, о чем раздаются протесты и вопли со стороны верующих, от иерархов до мирян. Картина церк[овного] разорения изображается потрясающая. Долг и совесть не позволяют мне оставаться безучастным к такому прискорбному явлению. Побуждаюсь обратиться к Вашему В[ысокопреосвященст]ву с убедительнейшей просьбой исправить допущенную ошибку, поставившую Ц[ерко]вь в унизительное положение, вызвавшую в ней раздоры и разделения, и омрачившую репутацию ее предстоятелей; равным образом прошу устранить и прочие мероприятия, превысившие Ваши полномочия».
Послание Соловецких епископов, одобряя «самый факт обращения Высшего Церковного Учреждения к правительству с заверением о лояльности Церкви в отношении советской власти во всем, что касается гражданского законодательства и управления», не могло «принять и одобрить послания в его целом» и заключает, что «Высшая Церковная Власть, ручаясь за лояльность Церкви в отношении к государству, открыто должна будет заявить правительству, что Церковь не может мириться с вмешательством в область чисто церковных отношений государства, враждебного религии».
Некоторые православные мыслители, как то Николай Бердяев, отнеслись к Посланию сочувственно .
К концу 1927 года основная организованная оппозиция курсу митрополита Сергия сложилась вокруг Ленинградского митрополита Иосифа (Петровых), находившегося тогда в Ростове: его сторонники часто именуются иосифлянами.
Значительная часть духовенства, отвергшая «Декларацию», не спешила порывать каноническое общение с митрополитом Сергием. Некоторые из них ограничивались не возношением его имени за богослужением, — так называемые непоминающие. Другие продолжали поминовение митрополита Сергия, не поминая советскую власть. Наиболее известной группой таких умеренных оппозиционеров в Москве были даниловцы (по имени московского Данилова монастыря), а также мечёвцы — по имени настоятеля московского храма Николы в Клённиках на Маросейке протоиерея Сергия Мечёва. Впоследствии многие священнослужители, отказавшиеся от поминовения советской власти за богослужением, были запрещены Синодом митрополита Сергия в священнослужении. Так 11 марта 1930 года был отправлен под запрет митр. Кирилл (Смирнов). 3 декабря 1931 весь приход прот. Сергия Мечёва был «отлучён от православной церкви и запрещён в священнослужении».

Даниловец архимандрит Поликарп (Соловьёв) на допросе 1937 г. так вспоминал об этом:
В 1931 г. […] митрополитом Сергием мы были запрещены в священнослужении и вместе с бывшей общиной исключены из ведения патриархии. Причиной этого было неисполнение указа синода о поминовении на богослужении Советской власти и уклонение от общины (видимо, от общения. — Ред.) с членами синода. Это поминовение мы признавали неправильным, поскольку Советская власть есть атеистическая и церковь отделена от государства. Декларации митр. Сергия мы не сочувствовали, так как Советская власть придерживается идеологии материалистической, атеистической, значит антицерковной.
Некоторые архиереи, не согласные с действиями митрополита Сергия и его Синода, подавали митр. Сергию прошение об уходе на покой, которое удовлетворялось. Однако зачастую таковые продолжали вести деятельность по противостоянию с курсом митр Сергия. Епископы Синезий (Зарубин) и Николай (Голубев) впоследствии вернулись к управлению епархиями, разорвав общение с митр. Сергием.
18 сентября 1929 году митрополит Сергий и его Синод издали Постановление «об отношении к священнодействиям, совершенным раскольничьим клиром». В нём утверждалось, что таинства духовенства, находящегося в состоянии запрещения и отделившегося от митр. Сергия, недействительны. «Умерших в указанных расколах не следует, хотя бы и по усиленной просьбе родственников, отпевать, как и не следует совершать по них заупокойную литургию».
Власти использовали декларацию 1927 года как одно из средств для борьбы с церковной оппозицией ГПУ. При аресте агент ГПУ спрашивал епископа или священника: «Как вы относитесь к Декларации митрополита Сергия?»; при отрицательном ответе, данный епископ признавался контрреволюционером и брался под стражу.
16 февраля 1930 года в «Известиях» и других советских газетах было опубликовано интервью представителям советской печати с митрополитом Сергием Страгородским и его Синодом. В опубликованном тексте решительно отрицался факт каких бы то ни было гонений на Церковь в СССР. Вдобавок, там было сказано: «Репрессии, осуществляемые советским правительством в отношении верующих и священнослужителей, применяются к ним отнюдь не за их религиозные убеждения, а в общем порядке, как и к другим гражданам, за разные противоправительственные деяния». 18 февраля 1930 г., на пресс-конференции с иностранными корреспондентами, Сергий Страгородский формально подтвердил, что "интервью представителям советской печати " действительно давал он и его Синод. Обнаруженный в архивах черновик интервью позволяет с уверенностью утверждать, что это не так: текст является результатом совместного написания тт. Ярославским, Сталиным и Молотовым.
Из подписавших «Декларацию» в 1936—1938 годы один (Филипп) умер в тюрьме, двое (Серафим и Павел) были расстреляны, один (Константин) забит до смерти на допросе, один (Анатолий) умер в лагере и лишь трое (митрополиты Сергий и Алексий и архиепископ Сергий (Гришин) дожили до созыва Архиерейского собора в сентябре 1943 года.
В 1967 году православный правозащитник и в дальнейшем политзаключённый Борис Талантов написал статью «Сергиевщина или приспособленчество к атеизму (Иродова закваска)», получившую распространение в самиздате, в которой говорил: «Коммунистическая партия увидела в этом обращении слабость Церкви, готовность нового Церковного Управления исполнять беспрекословно любые приказания гражданской власти, готовность выдать на произвол властей, под видом контрреволюционеров церковнослужителей, дерзнувших обличать произвол и насилия. <…> Объективно это обращение и последующая деятельность Митрополита Сергия была предательством Церкви. <…> Что же Митрополит Сергий спас своим приспособленчеством и чудовищной ложью? К началу Второй Мировой войны в каждой области осталось от многих сотен церквей 5-10, большинство священников и почти все епископы (за исключением немногих, сотрудничавших с властями подобно Митр. Сергию) были замучены в концлагерях. Таким образом, Митрополит Сергий своим приспособленчеством и ложью никого и ничего не спас, кроме своей собственной особы. В глазах верующих он потерял всякий авторитет, но зато приобрёл благоволение „отца народов“ И. Сталина.»
Декларация была решительно отвергнута руководством и большинством членов Русской церкви за пределами СССР (РПЦЗ) и служила с тех пор фундаментальным декларируемым препятствием к чаемому с обеих сторон воссоединению с Церковью в России. В дальнейшем раскол между двумя частями Церкви углублялся, оформившись в известные 16 препятствий митрополита Филарета (Вознесенского), которые делало воссоединение на тот момент невозможным.

## Отношение в современной РПЦ МП
В 1974 году Русская православная церковь в Послании патриарха Пимена и Священного Синода «к находящимся в церковном расколе, именующем себя „Русская Зарубежная Церковь“» отменила требование о лояльности советской власти:

Мы не зовём вас к тому, чтобы вы перестали быть лояльными гражданами тех государств, которые предоставили вам возможность жить на их территории или в которых вы родились. Мы не намерены требовать от вас того, что для вас психологически невозможно, то есть какой-либо непосильной ломки ваших политических убеждений и переходе к полному единообразию мыслей, настроения и поведения с сынами Церкви Российской, живущими в глубоком единстве со всеми гражданами своей Родины и считающими единственно разумной и возможной нормой своего поведения (как граждане, и как носители имени Христова), то, что завещано им Святейшими Патриархами Тихоном и Сергием. Мы зовём вас к единению в том, что выше всякой земной политики и не доступно для чисто человеческих разномыслий или разногласий. Это — мистическая жизнь во Христе и со Христом, мир, дарованный Господом (Иоан. 14:27) святое евхаристическое общение.

Архиерейский собор Русской православной церкви 25—27 октября 1990 года в своём Воззвании заявил, что Церковь не считает себя связанной Декларацией митрополита Сергия 1927 года, но при этом подчеркнул:

<…> Со всею определённостью мы обязаны подчеркнуть, что Декларация 1927 г. не содержит ничего такого, что было бы противно Слову Божию, содержало бы ересь, и таким образом, давало бы повод к отходу от принявшего её органа церковного управления.

В интервью газете Известия 10 июня 1991 года (опубликовано полностью в ЖМП, 1991, № 10, стр. 5-8) на вопрос о его отношении к Декларации митрополита Сергия патриарх Алексий II ответил :

<…> заявление митрополита Сергия, конечно, нельзя назвать добровольным, ибо ему, находившемуся под страшным давлением, пришлось заявить вещи, далёкие от истины, ради спасения людей. Сегодня же мы можем сказать, что неправда замешана в его Декларации. Декларация ставила своей целью «поставить Церковь в правильные отношения к советскому правительству». Но эти отношения, а в Декларации они ясно обрисовываются как подчинение Церкви интересам государственной политики, как раз не являются правильными с точки зрения Церкви. <…> Надо признать, что Декларация не ставит Церковь в «правильное» отношение к государству, а, напротив, уничтожает ту дистанцию, которая даже в демократическом обществе должна быть между государством и Церковью, чтобы государство не дышало на Церковь и не заражало её своим дыханием, духом принудительности и безмолвности. <…>
Что же касается моей защиты этой Декларации, то надо помнить, что критика Декларации в основном была направлена против слов: «мы хотим считать Советский Союз нашей гражданской Родиной, радости которой — наши радости и беды которой — наши беды». Противники Декларации утверждали, что таким заявлением радости атеистического государства отождествляются с радостями Церкви. Это действительно получалось бы абсурдно. Но ведь в Декларации нет слова «которого», то есть государства, Советского Союза, а есть слово «которой», соотносимое со словом «Родина». То есть речь идёт о Родине, радости которой независимо от политического режима, господствующего в ней или над ней, действительно радуют и Церковь. Поэтому это положение Декларации я всё время отстаивал, согласен я с ним и сегодня. Что же касается остальных положений Декларации… Мы не спешили на словах отказываться от неё, пока на деле, в жизни не смогли занять действительно независимую позицию. За этот год, я считаю, мы реально смогли выйти из-под навязчивой опеки государства, и потому теперь, имея как факт нашу дистанцированность от него, мы имеем нравственное право сказать, что Декларация митрополита Сергия в целом ушла в прошлое и что мы не руководствуемся ею. <…>
Митрополит Сергий хотел спасти этой Декларацией Церковь. Знаю, что многие, слыша эти слова, возражают, что Церковь спасает Христос, а не люди. Это верно. Но верно и то, что без человеческих усилий помощь Божия не спасает. Неуничтожима Вселенная Церковь. Но где знаменитая Карфагенская Церковь? Есть ли православные верующие сегодня в Каппадокии, в Малой Азии, где прославились Григорий Богослов и Василий Великий? На наших глазах была уничтожена Церковь в Албании. И в России были силы, желавшие того же…

Подобные мысли Патриарх Алексий II выражал и в других интервью того периода.
В интервью, данном в сентябре 1991 года, председатель Отдела внешних церковных сношений митрополит Кирилл (Гундяев) (с 1 февраля 2009 года — патриарх Московский и всея Руси) говорил про себя, что он «в молодости очень резко критиковал митрополита Сергия» и «относился к числу „несергианцев“».
Тезис о недопустимости вмешательства государства в духовную жизнь Церкви содержится в документе «Основы социальной концепции Русской Православной Церкви», принятом на юбилейном Архиерейском соборе 2000 года.
В 2008 году публицист Алексей Макаркин отвечал: «В начале 90-х годов многие считали, что церковь может ответить на эти обвинения только масштабными переменами, в том числе и в кадровой сфере. Однако их не произошло — церковь только дистанцировалась от отдельных шагов митрополита Сергия (Страгородского), поставившего её на службу большевистского государства, но не отказалась от оправданий его деятельности, заключающихся в вариациях на тему „время такое было“». По мнению Андрея Десницкого в 2012 году, «дух политического прислужничества», провозлашённый Декларацией, продолжает определять современную церковную жизнь в РПЦ

## Отношение к сергианству среди «истинно-православных» юрисдикций
Термин сергианство ныне активно используется различными православными церквями, относящимися к так называемому Истинному православию, большинство из которых так или иначе произошло от РПЦЗ и в той или иной мере переняло её терминологию. «Отсутствие покаяния» со стороны священноначалия Московского Патриархата в «сергианстве» рассматривается ими как одна из главных причин (наряду с участием последнего в экуменическом движении) пребывания ими в ереси.
Так, приверженцы РПЦЗ(В), образовавшиеся от РПЦЗ в 2001 году, в своих печатных и видеоматериалах утверждают, что проявлением сергианства являются «Основы социальной концепции РПЦ МП», где провозглашается принцип «непредпочтительности для Церкви какого-либо государственного строя», что понимается ими как:
1) готовность Московской патриархии признать богоустановленным любой государственный строй, не делая различий между монархией, официально декларирующей господствующую роль в государстве одной или нескольких религиозных традиций, и светской республикой, которая не считает Бога источником власти и имеет юридическое преемство от «коммунистического строя».
2) нежелание официально осудить советско-коммунистический строй как враждебный всякой религии и потому антихристовый, как это сделала РПЦЗ в 1921 году.
В 2004 году Архиерейский собор РПЦЗ (В) провозгласил анафему сергианству:

<…> Утверждающим антихристианскую ересь сергианскую; учащим, что, якобы, союзом с врагами Христа спасается Церковь Христова, и подвиг мученичества и исповедничества отвергающим, и на иудином основании лжецерковь устрояющим, и ради этого дозволяющим нарушать и искажать учение, каноны и нравственные законы христианские; заповедающим христианам поклоняться богоборческой власти, будто бы Богом данной, и служить ей не за страх, а за совесть, благословляя все её беззакония; оправдывающим гонения на Истинную Церковь Христову от богоборцев, думая тем самым служить Богу, — как и совершали на деле продолжатели ереси обновленческой митрополит Сергий (Страгородский) и все его последователи: АНАФЕМА!

Сходная анафема была провозглашена в 2012 году РПЦЗ (А).
Резонанс имело выступление в 2007 году епископа Диомида (Дзюбана) (в 2008 году он ушёл в раскол), которое в частности выдвигало в отношении Московской Патриархии обвинение в неосергианстве.